# Bülent Ersoy
Bülent Ersoy, geboren als Bülent Erkoç, bijgenaamd Abla (Turkse aanspreekvorm voor 'oudere zus'), (Istanboel, 9 juni 1952) is een Turkse zangeres. Haar zangstem behoort tot de beroemdste van haar land en zij wordt beschouwd als een van de bekendste 'diva's' uit Turkije.

## Geslachtsverandering en maatschappijkritiek
Ersoy is geboren als man en onderging in april 1981 een lichamelijke geslachtsaanpassing in Londen. Ze behield echter op eigen verzoek de mannelijke voornaam Bülent. De juridische geslachtsverandering was destijds nog niet wettelijk geregeld in het Turkse personen- en familierecht en een petitie aan het Turks parlement leverde niets op. Mede door de maatschappelijke onrust die de geslachtsverandering teweegbracht, en de maatschappijkritiek die Ersoy openlijk uitsprak, legde tijdens het militaire regime president Kenan Evren haar een optreedverbod op en werd zij regelmatig opgepakt en in gevangenissen opgesloten; aanvankelijk in mannen-, later in vrouwengevangenissen. Een persoonlijk beroep op premier Özal zorgde ervoor dat er in 1988 een wetswijziging kwam.
In december 2008 werd Ersoy vrijgesproken van "het beledigen van de Turkse staat" en het Turkse leger, feiten waarvoor voorheen zware straffen werden uitgedeeld. Mede onder invloed van door de Europese Unie afgedwongen hervormingen werden de uitspraken nu gezien als geoorloofde "vrijheid van meningsuiting".

## Carrière
Al op jonge leeftijd was Ersoy geïnteresseerd in muziekbeoefening. Ze nam klassieke zangles bij specialisten als Melahat Pars en Ridvan Aytan, ook kreeg ze privéles.
In 1971 bracht zij haar eerste plaat (Lüzûm Kalmadı / (B-kant Neye Yarar Gelişin) uit op het label Saner. Tekst en muziek op deze plaat zijn het werk van componist Muzaffer Özpınar.
In 1974 gaf Ersoy haar eerste concert in het variététheater Taksim in Istanboel hetgeen een doorslaand succes was. In de pers prees men haar stem, vrouwelijkheid en charme. Als idool gaf ze destijds Müzeyyen Senar op. Haar liederen Baharı Bekleyen Kumrular Gibi en Dert çekmeye gidiyorum maakten haar bijzonder populair.
Medio jaren 70 waren vooral pop, arabesque en mythische muziek populair. Haar LP met Turkse klassieke muziek Toprak Alsin Muradimi vestigde daardoor onverwacht verkooprecords. Het leidde in Turkije en daarbuiten (ook in Nederland) tot honderden optredens. Verkoopsuccessen waren destijds de albums Düşkünüm Sana, Yaşamak Istiyorum, Biz Ayrılamayız en Ablan Kurban Olsun Sana.
In 1995 bracht ze het conceptalbum Benim Dünya Güzellerim uit. Selçuk Tekay produceerde de plaat. Nog hetzelfde jaar bracht ze de LP Alaturka 95 uit, waarop 14 liederen van de componisten Haci Arif Bey, Münir Nurettin Selçuk, Selahaddin Pınar, Kadri Şençalar, Ismail Hakkı Bey en/of Kemani Serkis Efendi. Het album daarna, in 1997, Maazallah, bevatte bekende en onbekende Turkse volksliedjes. De titelsong Maazallah werd een grote hit.
Al met al heeft Ersoy in haar lange carrière wereldwijd in de beroemdste concertzalen opgetreden, zoals in 1983 in het New Yorkse Madison Square Garden, waar zij de eerste Turkse zangeres ooit was die er op de planken stond. In 1980 had ze Londen al aangedaan en in 1997 stond ze in Olympia in Parijs. Ze heeft tot nu toe 30 albums gemaakt en menige onderscheiding ontvangen.
Naast haar muziekcarrière heeft ze sinds 1980 een filmcarrière opgebouwd als actrice.
In 1999 kreeg Ersoy met haar 20 jaar jongere echtgenoot Cem Adler, met wie ze pas een jaar getrouwd was, een ernstig auto-ongeluk. Later dat jaar scheidde ze van hem; sindsdien leidt ze een teruggetrokken bestaan.
Ersoy is sinds 2006 een van de juryleden van Popstar Alaturka, een op klassieke Turkse muziek gerichte show die zangtalent zoekt in de trant van Idols. In 2007 gingen de geruchten rond dat zij een relatie zou hebben met een van de kandidaten, Armagan Uzun. Eerst werden deze afgedaan als roddels, maar later bleek dat zij heimelijk was getrouwd met deze veel jongere man. Aangezien dit weer voor drama zorgde in de showbizzwereld, werd dit koppel goed in de gaten gehouden door paparazzi. Binnen een maand werd Uzun gezien met een andere vrouw. Ersoy heeft daarna in haar eigen show (Bülent Ersoy'la Yildizlarin Altinda) verteld dat ze haar echtgenoot eenmalig zou vergeven. Ze vertelde dat ze geduld zou moeten hebben. Uiteindelijk zijn ze toch uit elkaar gegaan.

## Discografie
- 1971 Lüzûm Kalmadı (single)
- 1976 Toprak Alsın Muradımı (album - net als onderstaande)
- 1978 Orkide 1
- 1979 Orkide 2
- 1980 Beddua
- 1980 Yüz Karası
- 1981 Mahşeri Yaşıyorum
- 1983 Ak Güvercin
- 1983 Ne Duamsın Ne De Bedduam
- 1984 Düşkünüm Sana
- 1985 Yaşamak Istiyorum
- 1987 Suskun Dünyam
- 1987 Soundtrack Sierra Leone (film)
- 1988 Biz Ayrılamayız
- 1988 Anılardan Bir Demet
- 1989 Öptüm
- 1991 Bir Sen, Bir De Ben
- 1992 Ablan Kürban Olsun Sana
- 1993 Şefam Olsun
- 1994 Benim Dünya Güzellerim
- 1995 Alaturka 95
- 1996 Akıllı Ol
- 1997 Maazallah
- 2000 Alaturka 2000
- 2002 Canımsın
- 2011 Aşktan Sabıkalı
- 2019 Ümit Hırsızı

## Films
- 1976 Sıralardaki heyecan
- 1978 ‘’Iste Bizim hikayemiz’’
- 1977 Ölmeyen sarkı
- 1980 Şöhretin Sonu
- 1984 Aci Ekmek
- 1985 Tövbekar Kadın
- 1985 Asrin Kadını
- 1985 Benim Gibi Sev
- 1986 Efkarlıyım Abiler
- 1986 Yaşamak Istiyorum 1
- 1986 Yaşamak Istiyorum 2
- 1987 Kara Günlerim
- 1988 Biz Ayrılamayız
- 1989 Istiyorum